# Mødet med min far Kasper Højhat
|  | Denne artikel er oprettet af botten PalnaBot ud fra en ekstern database. Den kan derfor have sproglige fejl eller mangler. Denne skabelon kan fjernes efter kontrol af indholdet. |

Mødet med min far Kasper Højhat er en dokumentarfilm fra 2011 instrueret af Lea Glob.

## Handling
Jeg har aldrig kendt min far. Alt jeg vidste var, at han engang var en flot mand med rødt skæg og et sejlskib tatoveret på brystet. En dag fortalte politiet mig, at han var død. Han havde hængt sig selv i en fængselscelle efter 14 år i Herstedvester Fængsel. Dette er historien om min far Kasper Højhat -bankrøveren og tryllekunstneren, og om hvordan jeg lærte ham at kende baglæns.